# Шумихины
 Шумихины  — опустевшая деревня в Свечинском районе Кировской области.

## География
Расположена на расстоянии примерно 2 км на север-северо-восток от районного центра поселка Свеча (от поселка Льнозавода).

## История
Была известна с 1727 года как деревня Комарова с 2 дворами, в 1764 году 48 жителей, в 1802 году (Комаровская) 8 дворов. В 1873 году здесь (Комаровская или Шумихины) дворов 26 и жителей 188, в 1905 (уже починок) 45 и 310, в 1926 (деревня Шумихины или Комаровская) 52 и 305, в 1950 28 и 97, в 1989 4 жителя. Настоящее название утвердилось  с 1939 года. 

## Население
Постоянное население не было учтено как в 2002 году, так и в 2010.